# Estación de Mezzovico
La estación de Mezzovico es la principal estación ferroviaria de la comuna suiza de Mezzovico-Vira, en el Cantón del Tesino.

## Historia y situación
La estación de Mezzovico  fue inaugurada en el año 1882 con la puesta en servicio al completo de la línea Immensee - Chiasso, más conocida como la línea del Gotardo.
Se encuentra ubicada en el noreste del núcleo urbano de Mezzovico, principal localidad de la comuna de Mezzovico-Vira. Cuenta con dos andenes laterales a los que acceden dos vías pasantes.
En términos ferroviarios, la estación se sitúa en la línea Immensee - Chiasso. Sus dependencias ferroviarias colaterales son la estación de Rivera-Bironico hacia Immensee y la estación de Taverne-Torricella en dirección Chiasso.

## Servicios Ferroviarios
Los servicios ferroviarios de esta estación están prestados por SBB-CFF-FFS y por TiLo:

### TiLo
TiLo opera servicios ferroviarios de cercanías, llegando a la estación una línea de cercanías que permiten buenas comunicaciones con las principales ciudades del Cantón del Tesino así como la zona norte de Lombardía. Estos trenes tienen como origen Biasca o Castione-Arbedo, y finalizando su recorrido en Chiasso o Albate-Camerlata, aunque algunos tienen como origen o destino Airolo y Milán respectivamente.
- S 10 (Airolo - Faido -) Biasca - Castione-Arbedo - Bellinzona - Lugano - Mendrisio - Chiasso - Como San Giovanni - Albate-Camerlata